# Analía Llugdar
Analía Llugdar (1972) es una compositora argentina que, tras recibirse en la Universidad Nacional de Córdoba (Argentina), se mudó en 1999 a Montreal (Quebec, Canadá) para continuar sus estudios.Ha ganado varias competiciones musicales, incluyendo el Premio en la categoría para compositores jóvenes de la Radio Nacional del CBC, el premio Jeunesses Musicales de Canadá, el Gran Prix del Consejo de Canadá para las Artes, y en 2008 el premio Jules Léger para nuevos músicos de cámara.
Obtuvo el título de Licenciada en Composición Musical en piano en la Facultad de Artes de la Universidad Nacional de Córdoba en 1999. Ese mismo año se mudó a Canadá para comenzar a cursar el programa de licenciatura en música de la Universidad Laval, pero tomó la decisión de continuar sus estudios en la Universidad de Montréal, donde concluyó su maestría bajo la tutoría de José Evangelista y completó su doctorado con la dirección de Denis Gougeon. 

## Obras
- El canto del viento (2017)
- Cathédrale-Lumière (2013)
- Le chêne et le roseau (2006)
- Fragments de lucidité (2009)
- Inflexions (2002)
- In the Rays of the Oriental Pearl (2009)
- La Machi (2008, 10)
- Que sommes-nous ? (2008)
- Quimera (2012), Analía Llugdar (Rafael Alberti, libretto)
- Reflet (2013)
- Spleen (2012)
- Tricycle (2004)